# Klagenfurter Hütte
Die Klagenfurter Hütte (slowenisch Celovška Koča) ist ein alpines Schutzhaus der Sektion Klagenfurt des ÖAV. Das Ausflugsziel auf 1664 m ü. A. Höhe in den Karawanken in Kärnten, Österreich. Am südlichen Fuße des Kosiak gelegen, bietet sie einen atemberaubenden Blick ins mächtige Kar des Hochstuhls und seiner Nachbarn.
Sie befindet sich im Bärental im Gemeindegebiet von Feistritz im Rosental und ist im Besitz der Sektion Klagenfurt des Österreichischen Alpenvereins. Im Normalfall wird sie von Mitte Mai bis Oktober bewirtschaftet, im Winter hingegen nur unregelmäßig. Sie ist ein Stützpunkt für Weitwanderer auf dem Südalpenweg, auch vom Kärntner Grenzweg, vom Panoramaweg Südalpen und der 2. Etappe des Julius Kugy Alpine Trail.

## Geschichte
Das Areal der Klagenfurter Hütte wurde 1894 von der Sektion gepachtet und die Hütte selbst am 16. September 1906 eröffnet. 1933 erfolgte eine Erweiterung. Am 18. Mai 1943 wurde sie von Partisanen niedergebrannt. Nach dem Krieg konnte sie nach dreijähriger Bauzeit 1952 wiedereröffnet werden.

## Aufstieg
Die Klagenfurter Hütte ist nicht direkt mit dem Auto erreichbar. Üblicherweise steigt man vom Parkplatz Johannsenruhe (ca. 1200 m Höhe) im Bärental (Anfahrt über Feistritz im Rosental) in knapp unter zwei Stunden Gehzeit zur Hütte auf. Geübte benötigen ca. eine Stunde. Eine Alternative zum unasphaltierten Weg ist der Aufstieg vom Gasthof Stouhütte aus (Parkplatz), der eine Stunde mehr in Anspruch nimmt.
Darüber hinaus kann man aus dem Bodental über den steilen „Stinzesteig“ in 2½ Stunden zur Klagenfurter Hütte aufsteigen. Von Slowenien aus würde man u. a. den Weg über die Prešernova Koča („Preschern-Hütte“) wählen.
Die Klagenfurter Hütte ist auch mit dem Mountainbike über eine explizit ausgeschilderte Strecke erreichbar. Die mühsame Anfahrt ist allerdings nur für Radfahrer mit guter Kondition empfehlenswert. Startet man in Feistritz im Rosental, sind gut 1.100 Höhenmeter und ca. 12 km Strecke zu bewältigen. Die steilsten Stücke befinden sich am Schluss.

## Touren
Eine Auswahl vieler Bergtouren, für die die Klagenfurter Hütte ein Start- und Endpunkt ist:
- Hochstuhl, der „König der Karawanken“, ist über einen Normalweg (Gehzeit: 2½ Stunden) und einen gut betreuten Klettersteig erreichbar. Von der Klagenfurter Hütte bis zum Klettersteigeinstieg geht man etwa 30 bis 45 Minuten. Der Klettersteig selbst ist relativ einfach (Schwierigkeitsgrad B/C) zu begehen, nimmt aber viel Zeit in Anspruch: Insgesamt geht man von der Klagenfurter Hütte bis zum Hochstuhlgipfel etwa 3 bis 3½ Stunden.
- Kosiak, der Hausberg der Klagenfurter Hütte ist über den Franz-Zopp-Weg in ca. einer Stunde über grasbewachsene Hänge problemlos erreichbar. Der Franz-Zopp-Weg ist ein Rundweg.
- Bielschitza, ein kurzer, etwa einstündiger Anstieg auf den Bielschitza-Sattel, und dann ca. 20 min auf den Bielschitza-Gipfel. Unschwierig, nur im Gipfelbereich eine kurze ausgesetzte Stelle.
- Auch die Vertatscha kann über den Bielschitza-Sattel erreicht werden, anstatt westlich zum Hochstuhl geht man allerdings in südöstliche Richtung.

Im Winter ist die Region Ziel zahlreicher Schitouren- und Schneeschuh-Geher. Meist startet man hier schon bei der Stouhütte, weil der Weg zur Johannsenruhe kaum befahrbar ist. Insbesondere der Kosiak ist ein beliebter Winterberg.

## Bilder

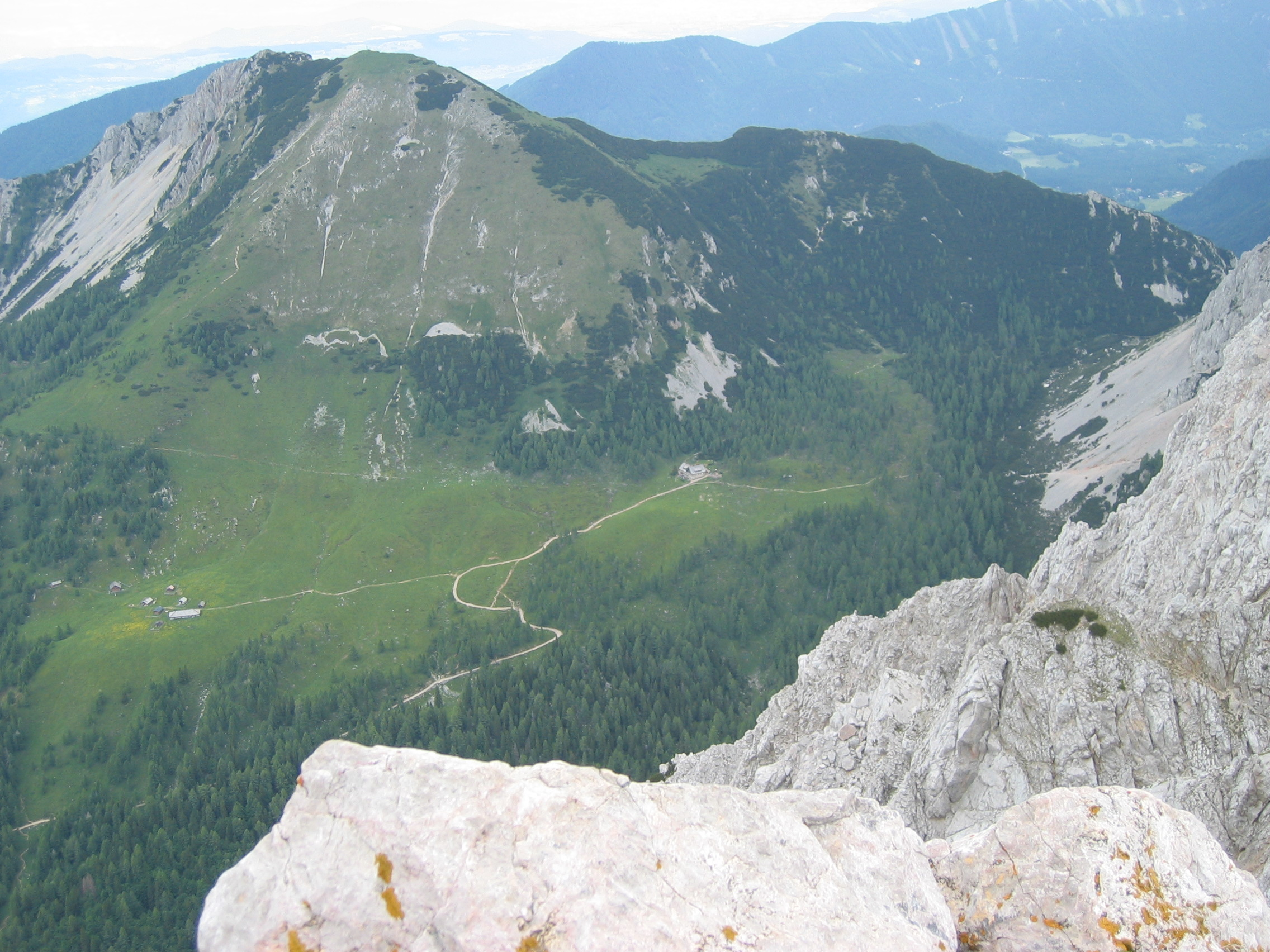
Blick vom Hochstuhl auf den Kosiak, rechts gut sichtbar die Klagenfurter Hütte
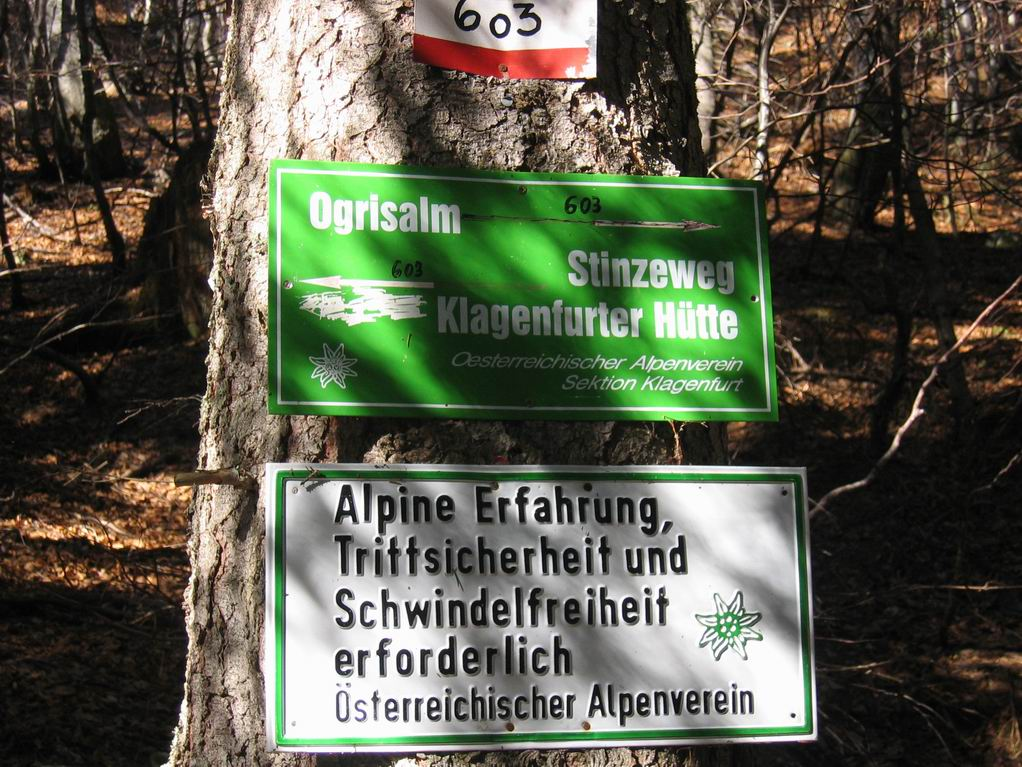
Stinzesteig vom Bodental auf die Klagenfurter Hütte
Stinzesteig vom Bodental auf die Klagenfurter Hütte
Stinzesteig vom Bodental auf die Klagenfurter Hütte